# AS.30
Die AS.30 ist eine Kurzstrecken-Luft-Boden-Rakete, die von Aérospatiale für die französische Luftwaffe entwickelt wurde. Sie ist die Nachfolgerin der AS.20, die Mitte der 1950er-Jahre entwickelt wurde.

## AS.30

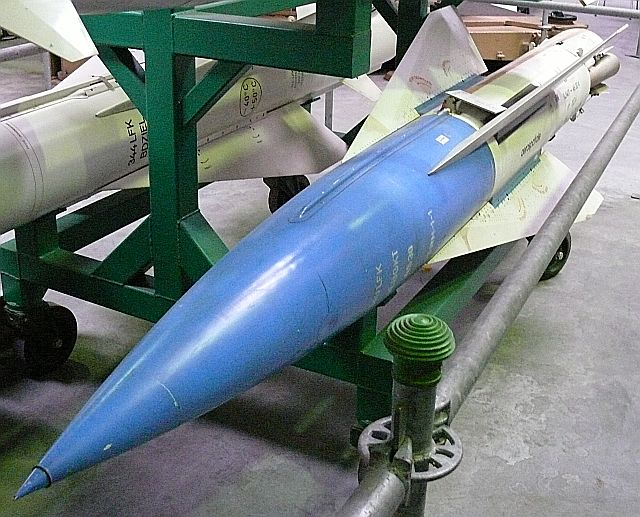
AS.30

Die AS.30 wurde 1960 bei der Armée de l’air in Dienst gestellt. Es gibt sie in mehreren Varianten, von der die bekannteste die AS.30L ist. Ursprünglich verwendete sie das gleiche Zielsystem wie die AS.20. Erst eine spätere Variante wurde mit einem Infrarot-Suchkopf ausgestattet. Der 240 kg schwere Gefechtskopf wurde bei allen AS.30-Versionen genutzt, er ist ein Derivat der französischen 250-kg-GP-Bombe.
Die Waffe wird mit einem kleinen Steuerknüppel zur Übermittlung der Steuer-Funkbefehle gelenkt. Die französische Luftwaffe benutzte auch die Visier-Korrektur-Steuerung, bei der das Ziel im Visier gehalten wird und der Flugkörper die Flugweg-Korrekturen selbst ausführt. Hierfür wird ein Infrarotdetektor benötigt, der die Wärmeabstrahlung des Leuchtsatzes am Heck des Flugkörpers auffasst und der Steuerelektronik die Position des Flugkörpers relativ zur Visierlinie zukommen lässt. Der Nachteil dieses Verfahrens ist aber, dass keine Tiefangriffe geflogen werden können, denn die Trägermaschine muss aus großer Höhe im Bahnneigungsflug auf das Ziel zufliegen.

### AS.30L
Im Jahr 1974 startete Aérospatiale mit der Entwicklung der AS.30 mit Lasersuchkopf (L). Die Testprogramme wurden 1983 abgeschlossen. Für diese Tests wurden insgesamt vierzehn Raketen genutzt. Ab 1988 wurde die AS.30L offiziell bei der französischen Luftwaffe in Dienst gestellt, ab 1996 auch bei den Marinefliegern. Mit der ATLIS-II-Zielgondel ist die AS.30L eine sehr präzise Rakete, ihre Treffergenauigkeit wird mit einem Meter angegeben.

## Einsatzländer
- Ägypten 120 AS.30L
- Deutschland Bundesmarine, AS.30 an F-104
- Frankreich AS.30/.30L
- Indien 50 AS.30
- Irak 70 AS.30 und 240 AS.30L an Mirage F.1
- Jordanien 50 AS.30L
- Niger
- Oman
- Pakistan AS.30L an F-16
- Peru 432 AS.30L
- Schweiz 225 AS.30 an Mirage III
- Südafrika 250 AS.30 an Mirage III u. F.1 AZ/CZ, Canberra, Buccaneer
- Venezuela
- Vereinigtes Königreich 1000 AS.30 an Canberra